# Nicolas-Auguste Galimard
Nicolas-Auguste Galimard (1813 Paris – 1880 Montigny-lès-Cormeilles) var en fransk historiker, portræt- og landskabsmaler. 

## Studier
Galimard studerede hos sin onkel, Auguste Hesse, og med Jean-Auguste-Dominique Ingres, der kort tid efter blev kendt for sine billeder, hovedsageligt bibelsk materiale.

## Første værker
Hans første udstilling var på Parisersalonen i 1835, da han præsenterede sit maleri kaldet The Three Marys At The Tomb (De tre Mary'er ved graven) og Lady of the Fifteenth Century (Dame af det femtende århundrede). Galimard var blot 22 år gammel og fortsatte med udstillinger på Salonen indtil 1880.

## Kritik, glasmosaik og andre værker
På Exposition Universelle i 1855 blev Galimards værk The Seduction of Leda (Forførelsen af Leda) erklæret uegnet og afvist. Dog købte Napoleon III værket og gav det herefter til Wilhelm 1. af Württemberg.
Galimard malede Disciples at Emmaus (Disciple ved Emmaus) til Saint-Germain l'Auxerrois og vægmalerier i Saint-Germain-des-Prés, Paris. Hans billede The Ode (Hyldesten), udstillet in Parisersalonen i 1846, findes nu i Musée du Luxembourg. Mange af Galimards værker er blevet indgraveret af Aubry-Lecomte og andre. Han lavede mange forskellige design til glasmosaik og skrev afhandlinger om emnet. .

## Den hemmelige kunstkritiker
Adskillige artikler blev publiceret af Galimard som en kunstkritiker under navnene Judex, Dicastès og Richter i tidsskrifter som Gazette des Beaux-Arts, The Artist og La Patrie.

## Eksterne links
- "Galimard, Nicolas Auguste". The American Cyclopædia. 1879.